# Bitwa pod Kownem (1812)

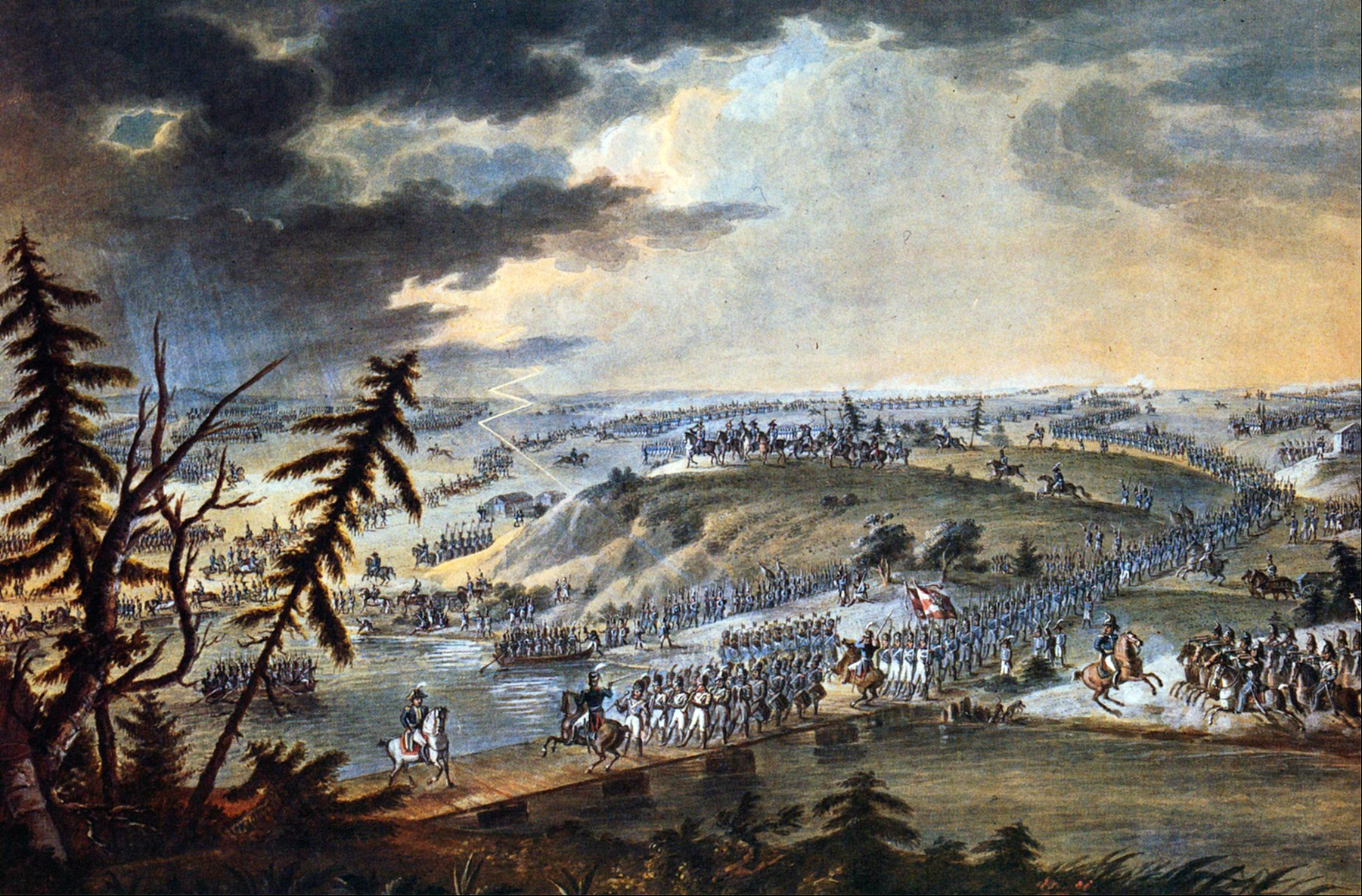
Wielka Armia przekraczająca Niemen i wkraczająca do Kowna 24 czerwca 1812 roku, obraz nieznanego artysty

Bitwa pod Kownem – starcie zbrojne stoczone 14 grudnia 1812 roku w Kownie i okolicach między cofającymi się wojskami Wielkiej Armii: francuskimi, polskimi i bawarskimi a ścigającymi je oddziałami rosyjskimi zakończone wyparciem kontyngentu napoleońskiego z Kowna na lewy (polski) brzeg Niemna. Tym samym była to ostatnia bitwa kampanii rosyjskiej cesarza Napoleona Bonaparte.

## Tło historyczne

### Przeprawa Wielkiej Armii przez Niemen i wyzwolenie Kowna przez oddziały napoleońskie
Inwazja cesarza Napoleona na Rosję zaczęła się od przeprawy pierwszych oddziałów francuskich na prawy, rosyjski brzeg Niemna 24 czerwca 1812 roku. Jeszcze tego samego dnia straż przednia Wielkiej Armii zajęła Kowno, gdzie została powitana przez mieszkańców jako wyzwoliciele, ale również nałożyła wysoką kontrybucję. Cztery dni później 8 Pułk Ułanów Księstwa Warszawskiego opanował Wilno – stolicę dawnego Wielkiego Księstwa Litewskiego. 1 lipca z rozkazu Napoleona została powołana Komisja Rządu Tymczasowego Wielkiego Księstwa Litewskiego – organ, który miał zająć się administracją guberni wileńskiej, mińskiej, kowieńskiej oraz obwodu białostockiego, a ponadto mobilizować mieszkańców tych ziem do wstępowania do Wielkiej Armii, natomiast 15 lipca Komisja oficjalnie podporządkowała się Konfederacji Generalnej Królestwa Polskiego. W mieście powtarzały się od czasu do czasu grabieże, jednak mimo to sytuacja w mieście przez następne cztery miesiące była jeszcze opanowana.

### Sytuacja po odwrocie Napoleona spod Moskwy
Położenie uległo zmianie po odwrocie cesarza Francuzów spod Moskwy (19 października), bitwie nad Berezyną (26–29 listopada), opuszczeniu armii przez Napoleona w Smorgoniach (5 grudnia) i przegranych walkach o Wilno (9–10 grudnia). Wtedy to w mieście gwałtownie wzrosła ilość rabunków, francuscy maruderzy grasowali po okolicznych wsiach kradnąc żywność (częściowo zasilani przez wycofujące się oddziały francuskie), aż 13 grudnia niedaleko Kowna pojawili się pierwsi rosyjscy Kozacy dowodzeni przez atamana Matwieja Płatowa. Nie przypuścili wtedy jednak szturmu na miejscowość i poczekali z tym do następnego dnia.

## Bitwa
Rano 14 grudnia oddziały rosyjskie przypuściły szturm generalny na miasto i około południa udało im się zmusić francusko-polską załogę do wycofania się z Kowna. W następnych godzinach walki przeniosły się do okolicznych wsi, w których żołnierze Wielkiej Armii okopali się odpierając szturmy Kozaków. Mimo to około godziny 21.00 marszałek Michel Ney wydał rozkaz odwrotu na lewy brzeg Niemna, tym samym wycofując się z terytorium rosyjskiego.

## Następstwa
Przegrana bitwa o Kowno oznaczała koniec trwającej sześć miesięcy kampanii rosyjskiej. Z tego też powodu niemożliwe stało się wznowienie kampanii na terenie Litwy wiosną 1813 roku. Wkrótce wojska rosyjskie wdarły się do Księstwa Warszawskiego, a przegrana Napoleona w bitwie pod Lipskiem (16–19 października 1813 roku) doprowadziła do jego upadku i powstania „kongresowego” Królestwa Polskiego z carem rosyjskim jako królem Polski.
Poza tym walki te przyniosły Kownie zniszczenia wojenne i kradzież mienia, dokonywaną zwłaszcza przez żołnierzy bawarskich.

## Dziedzictwo
W 2012 roku w 200. rocznicę wojny francusko-rosyjskiej zrekonstruowano zarówno przekroczenie Niemna przez wojska napoleońskie na początku kampanii, jak i bitwę o Kowno pod jej koniec. Doszło do odtworzenia jednostek francuskich, polskich i rosyjskich.
Miejsce, z którego Napoleon Bonaparte 24 czerwca 1812 roku przyglądał się przeprawie swoich wojsk zostało nazwane Wzgórzem Napoleona. Inaczej niż podczas inwazji Wielkiej Armii na Imperium Rosyjskie (wówczas było niezadrzewione), wzniesienie jest obecnie pokryte dębami.